# КМС-Э (комплект мостостроительных средств)
КМС-Э — комплект мостостроительных средств. Предназначен для механизации строительства низководных мостов военных мостов на свайных и рамных опорах.

## Техническое описание
Комплект мостостроительных средств КМС-Э включает сваебойно-обстроечный паром, паром с домкратами на двух лодках ДЛ-10, вспомогательную лодку ДЛ-10, транспортные средства для перевозки.
В отличие от КМС в состав сваебойно-обстроечного парома КМС-Э входят две силовые электростанции АБ-4Т/230-50 и пять электрических лебедок.
Сваебойно-обстроечный паром смонтирован на четырёх понтонах, попарно соединенных между собой с помощью телескопических ферм. На пароме смонтировано сваебойное оборудование в виде двух спаренных копров с четырьмя сваебойными дизель-молотами, позволяющими вести одновременно забивку четырёх свай.
Паром с домкратами смонтирован на двух лодках ДЛ-10, соединенных между собой с помощью телескопических прогонов, и оснащен домкратами. Этот паром предназначен для строительства мостов на рамных опорах, укладки готовых пролетных строений на свайные опоры. Паром буксируется двумя подвесными моторами.
Вспомогательная лодка ДЛ-10 с подвесным мотором предназначена для доставки по воде элементов свайных опор и перевозки личного состава обслуживающих расчетов.

### Технические характеристики
| Показатель                                         | Значение         |
| -------------------------------------------------- | ---------------- |
| количество возводимых опор, С-образный паром       | 5-6 шт/ч         |
| количество возводимых опор, О-образный паром       | 3-4 шт/ч         |
| время развертывания сваебойно-обстроечного парома  | 15-20 мин        |
| время сборки вспомогательной лодки ДЛ-10           | 4 мин            |
| расчет сваебойно-обстроечного парома               | 15 чел           |
| расчет парома с домкратами                         | 6 чел            |
| расчет вспомогательной лодки                       | 4 чел            |
| пролет моста, С-образного парома                   | 0,6-5,5 м        |
| пролёт моста, О-образного парома                   | 5,5-8,8 м        |
| расстояние между осями свай в опоре                | 1,2-1,8-1,2 м    |
| предельная длина забиваемых свай (без наращивания) | 5 м              |
| допустимая поверхностная скорость течения          | 2 м/с            |
| количество и тип дизель-молотов                    | 4 ДМ-150, ДМ-240 |
| грузоподъемность копровой лебедки                  | 0,5 т            |
| производительность                                 | 18 пог.м/ч       |
| время развертывания парома с домкратами            | 10-12 мин        |
| грузоподъёмность парома с домкратами               | 4 т              |
| высота подъёма парома с домкратами                 | 1,35-1,55 м      |

Расчёт на участок строительства моста: 2 офицера, 6 сержантов, 39 солдат.